# Somjet Sattabud
Somjet Sattabud (Thai: สมเจตร สัตบุตร, * 7. Juli 1981 in Suphanburi) ist ein thailändischer Fußballspieler auf der Position eines Stürmers. Er spielt für den FC Rajnavy Rayong in der Thai Premier League. Seit 2001 spielt Somjet bereits für den Verein und erzielte bisher 58 Tore in 142 Spielen. Sein größter Erfolg mit dem Verein war der Gewinn des Queen’s Cup 2006. Für die Nationalmannschaft Thailands stand er bisher nur im Kader U-23, welche um die Qualifikation zu den Olympischen Sommerspielen 2004 in Athen kämpfte.

## Auszeichnungen und Erfolge

### Erfolge als Spieler

#### Rajnavy Rayong
- Queen’s Cup Gewinner 2006
- Thailand Division 1 League Aufsteiger 2002/03, 2006